# Sandro Fabbiani
Sandro Fabbiani (Correggio, 20 ottobre 1978) è un pallavolista italiano.
Gioca nel ruolo di schiacciatore opposto.

## Carriera
La carriera di Sandro Fabbiani inizia nelle giovanili del Volley Ball San Martino, società dilettantistica di Reggio nell'Emilia, con cui disputa un campionato di Serie C. Nella stagione 1996-97 viene tesserato dalla Pallavolo Modena: in due stagioni conquista uno scudetto, due coppe nazionali, una supercoppa italiana e due Coppe dei Campioni.
Nel 2000-01 gioca nella Pallavolo Piacenza, mentre nell'annata 2004-05 è tesserato per il Volley Team Bergamo, in Serie A2. Nella stagione 2005-06 si trasferisce a Cuneo, al Piemonte Volley, dove conquista la sua terza Coppa Italia. Dopo questa esperienza torna nella seconda divisione nazionale, dove disputa diversi campionati con Volley Lupi Santa Croce, Volley Cavriago e Volley Segrate 1978. Tra il 2012 e il 2016 viene sconfitto dalla PanBauletto Volley Team, a luglio 2016 ritorna a vestire la maglia del Volley Ball San Martino per disputare i campionati di serie B 2016-17 e 2017-18.

## Palmarès
- Campionato italiano: 1

1996-97
- Coppa Italia: 3

1996-97, 1997-98, 2005-06
- Supercoppa italiana: 1

1997
- Coppa dei Campioni: 2

1996-97, 1997-98